# ロンドン・コネクション (1979年の映画)
『ロンドン・コネクション』（英:The London Connection、The Omega Connection）はウォルト・ディズニー・プロダクションが1979年に製作したアメリカ合衆国のスパイアクション映画。アメリカでは「オメガ・コネクション」のタイトルでテレビ放映された。

## ストーリー
アメリカ政府の若手エージェント、ルーサー・スターリングは、任務を完了させロンドンに休暇旅行に出かけた。
ヒースロー空港には学生時代の親友ロジャーが車で迎えに来てくれた。空港を出発すると、彼らの前を走るのは東欧から亡命してきたブチンスキー博士を護送するシークレットサービスの車両だった。やがて道路工事の交通誘導員に指示されるまま狭い路地に入って行くと、機関銃で武装した男たちが現れ博士を連れ去ろうとした。咄嗟にルーサーが助けに入るが、威嚇射撃され救出を断念。だが揉み合ってる隙に博士はルーサーの上着のポケットに指輪を滑り込ませた。
事件をスコットランドヤードに報告するが若者の冗談だろうと取り合ってくれない。ふとルーサーはポケットの中にある見慣れない金色の指輪に気付いた。
指輪に刻まれた文字を手掛かりに2人は独自に博士を探し始めた。博士は革新的な核融合エネルギー理論を発明した人物で、悪の秘密結社オメガがその技術を狙っていたのだった。

## 製作概要
ウォルト・ディズニー・プロダクションのロナルド・W・ミラーCEOは映画事業を多方面に拡大するため、1970年代末から1980年代にかけて様々なジャンルの映画を制作した。彼が携わった作品は「ブラックホール」「トロン」「ネバー・クライ・ウルフ」「オズ」「ビアンカの大冒険」「きつねと猟犬」「ロジャー・ラビット」など、それまでの伝統的なディズニー作品とは毛色の違った作風が多くみられる。
「ロンドン・コネクション」もその一つで、ジェームズ・ボンドシリーズの若者版とも言える、過激な暴力や性的描写を一切排除したファミリー向けスパイアクション映画として企画された。 続編の「パリ・コネクション」と「ローマ・コネクション」も計画されていたが実現には至らなかった。
主人公ルーサーは、T字カミソリ型のダーツ発射装置、ワイヤーを射出し巻き取るベルトのバックル、ヘアブラシ型望遠鏡、腕時計型拡大鏡など、巧妙だがコミカルなスパイ道具を携帯している。これらを使用するとき友人に「おじさん（アンクル）がくれたんだ」と説明するが、アンクルは母国のアメリカ＝アンクル・サムを指すと同時に、1960年代にNBCが放送した「0011ナポレオン・ソロ」 ”The Man from U.N.C.L.E. “へのオマージュにもなっている。
撮影はイギリスのパインウッド・スタジオとロンドン市街で行われ、イギリスのベテラン俳優が多数ゲスト出演した。

## 公開
初公開は劇場ではなく、「オメガ・コネクション」というタイトルで1979年3月18日にアメリカNBC系でのテレビ放映だった。イギリスや日本では1979年12月に劇場公開され、同じ時期にアメリカで「おしゃれキャット」の併映で劇場公開した。日本での上映は「ブラックホール」(1979)の併映で地方の劇場のみだった。
映画のラストは空港でアンドレ・マランヌが演じるフランス人の諜報部員に話しかけられ次回作に繋がるような会話で終わるのだが、シリーズ化は実現しなかった。

## 出演
| 役名                   | 俳優                       | 役柄                       |
| ---------------------- | -------------------------- | -------------------------- |
| ルーサー・スターリング | ジェフリー・バイロン       | アメリカ人エージェント     |
| ロジャー・パイク       | ラリー・セダー             | ルーサーの親友             |
| アーサー・ミントン     | ナイジェル・ダヴェンポート | オメガの首領               |
| オスカー・ビドリー     | ロイ・キニア               | シークレットサービス       |
| ブチンスキー教授       | デビッド・コソフ           | 亡命した博士               |
| リディア・ポッター     | モナ・ウォッシュボーン     | ロジャーの祖母             |
| マクガフィン           | フランク・ウィンザー       | スコットランドヤードの刑事 |
| ヴォーグ               | リー・モンタギュー         | ミントンの側近             |
| ゴッツ                 | ダドリー・サットン         | ヴォーグの部下             |
| ベントン・シモンズ     | ウォルター・ゴテル         | ビドリーの上官             |
| デュバリエ             | アンドレ・マランヌ         | フランス人エージェント     |
| 将軍                   | ドン・フェローズ           | ルーサーの上官             |
| 大佐                   | ブルース・ボア             | ルーサーの上官             |
| (ノンクレジット)       | バート・クウォーク         | 東洋系のオメガのメンバー   |